# Педофильское движение

флаг педофильского движения

символ педофильского движения

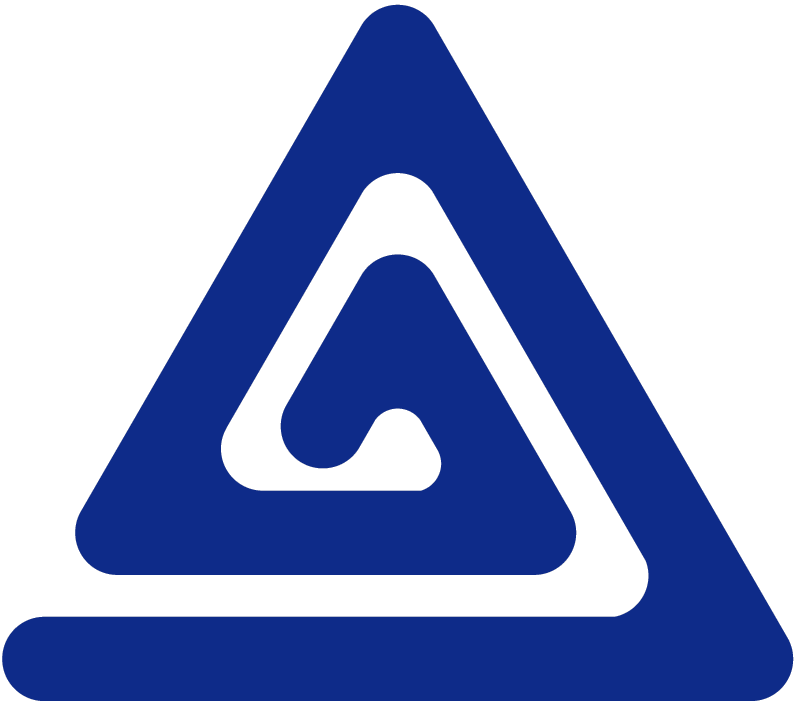
символ педофильского движения

Педофильские движения — социальные движения, представляющие интересы педофилов. Первые объединения педофилов зародились в 1950-х годах. Их целью стали защита прав людей, испытывающих педофильские сексуальные предпочтения, декриминализация добровольных сексуальных отношений между представителями разных поколений и связанные с ним снижение или полная отмена возраста сексуального согласия. В первые годы своего существования педофильские группы получали поддержку различных левых политических групп и пытались вступить в диалог с представителями ЛГБТ-движения, однако с конца 1980-х годов наблюдается разрыв этих контактов и практически полная изоляция педофильского движения. В результате этих тенденций большинство педофильских организаций прекратили своё существование до конца 1990-х годов.
В 2000-е годы наблюдалось новое рождение педофильского движения в изменённом виде. Новые пропедофильские организации предлагают рассматривать педофилию как таковую отдельно от сексуальных отношений с детьми. Эти организации не выступают за легализацию сексуальных контактов с детьми, однако оказывают педофилам всестороннюю поддержку с целью научить их контролировать свои сексуальные желания и не совершать сексуальных действий по отношению к детям. Также такие организации выступают за прекращение стигматизации педофилов и против автоматического причисления их к преступникам. Некоторые из них предлагают выделить педосексуальность в качестве новой сексуальной ориентации.
Вопрос о причислении педофилии к отдельной сексуальной ориентации нередко также обсуждается на научном уровне, однако большинство учёных и врачей до сих пор отвергают этот тезис, хотя имеют место и отдельные другие мнения. Кроме того, в науке разделяются влечения к неполовозрелым детям (собственно педофилия), пубертатным подросткам (гебефилия) и к уже половозрелым подросткам (эфебофилия), что не следует причислять к педофилии. Однако эти различия не всегда находят понимание за пределами научного применения.

## Известные представители
- Североамериканская ассоциация бойлаверов (США) — действует
- Датская ассоциация педофилов[англ.] (Дания) — распущена
- Обмен информацией о педофилах[англ.] (Великобритания) — распущена
- Общество за сексуальное равноправие[нем.] (Германия) — распущена
- Общество Мартейн (Нидерланды) — запрещена судом
- Партия за любовь к ближнему, свободу и многообразие (Нидерланды) — распущена
- Движение за отмену возраста согласия /Российское Сообщество Инцелов/ (Россия) — действует.